# Carme Forcadell
Carme Forcadell Lluís (född  i Xerta, 1956) är en spansk politiker för Esquerra Republicana de Catalunya, katalansk filolog, professor och spansk politisk aktivist till förmån för Katalanska självständighetsrörelsen. Hon var talman för Kataloniens parlament från 26 oktober 2015 fram till parlamentets upplösning den 28 oktober 2017. Hon är medlem och grundare av Plataforma per la llengua och styrelseledamot och tidigare ledare för Òmnium Cultural.
Forcadell meddelade den 11 januari 2018 att hon inte ställer upp för omval som talman.
Den 22 mars 2018, efter att försöken att välja Jordi Turull till ny katalansk regionpresident misslyckats, valde Forcadell att avsäga sig sin parlamentsplats. Dagen därpå kallade den spanske HD-domaren Pablo Llarena henne och ett antal andra katalanska separatistiska politiker till förhör. Forcadell samt de tidigare katalanska regionministrarna Turull, Bassa, Rull och Romeva häktades därefter. Se vidare Rättegången mot Kataloniens självständighetsledare.
Forcadell dömdes i oktober 2019 till 11 ½ års fängelse och förbud mot innehav av offentligt ämbete, för uppvigling och misshushållning med allmänna medel.